# 托伊勒斯山
托伊勒斯山（英語：Toilers Mountain），是南極洲的山峰，位於維多利亞地的彭內爾海岸，處於霍爾沃森峰東北面7公里，屬於康科德山脈中金格山脈的一部分，海拔高度1,955米，現時由南極條約體系管理。